# Godzina odważnych
Godzina odważnych (hiszp. La hora de los valientes)  – hiszpański film historyczny z 1998 roku w reżyserii Antonia Mercero. Zdjęcia kręcono w Madrycie.

## Fabuła
Akcja filmu rozgrywa się w Madrycie. Manuel to młody anarchista, którego pasją są obrazy. Pracuje jako strażnik w Muzeum Prado. Kiedy wybucha hiszpańska wojna domowa w 1936 roku obrazy z muzeum mają zostać przeniesione z Madrytu do Walencji. Manuelowi udaje się ocalić Autoportret Francisca Goi. 

## Nagrody i nominacje
Film otrzymał 6 nominacji do hiszpańskiej nagrody filmowej Goya, statuetkę zdobyła Adriana Ozores w kategorii najlepsza aktorka drugoplanowa. Film otrzymał także specjalną srebrną statuetkę Świętego Jerzego na Międzynarodowym Festiwalu Filmowym w Moskwie.

## Obsada
- Gabino Diego jako Manuel
- Leonor Watling jako Carmen
- Adriana Ozores jako Flora
- Luis Cuenca jako Melquíades